# Hans Ludwig (Politiker, 1932)
Hans Ludwig (* 1. August 1932 in Wien; † 16. August 2000 in Steinbrunn, Zillingtal) war ein österreichischer Politiker (SPÖ) und SPÖ-Bezirksparteisekretär. Ludwig war von 1984 bis 1990 Abgeordneter zum Nationalrat.
Ludwig besuchte nach der Volksschule die Hauptschule und erlernte danach den Beruf des Ledergalanteristen. Er war von 1951 bis 1964 Angestellter des ÖGB, arbeitete danach von 1964 bis 1965 als Pressereferent der Bank für Arbeit und Wirtschaft und wechselte 1965 als Leitender Angestellter zum Verlag des ÖGB und des Institutes für empirische Sozialforschung. Ab 1972 war Ludwig als Bezirkssekretär der SPÖ in Wien-Favoriten tätig. Ludwig engagierte sich bereits früh in der Politik und war von 1958 bis 1964 stellvertretender Vorsitzender des Österreichischen Bundesjugendringes. Er gehörte zwischen 1973 und 1984 dem Wiener Landtag und Gemeinderat an und war zwischen 1974 und 1984 stellvertretender Vorsitzender des Wiener Landessportrates. Ludwig vertrat die SPÖ vom 13. September 1984 bis zum 4. November 1990 im Nationalrat.